# ألين فيريرا
ألين فيريرا (بالبرتغالية: Aline Ferreira‏) هي مصارعة الهواة برازيلية، ولدت في 18 أكتوبر 1986 في ساو باولو في البرازيل.

## وصلات خارجية
- ألين فيريرا على موقع قاعدة بيانات المصارعة الدولية (الإنجليزية)
- ألين فيريرا على موقع اللجنة الأولمبية الدولية (الإنجليزية)
- ألين فيريرا على موقع أوليمبيديا (الإنجليزية)